# Kate Nash
Kate Nash (Harrow, Gran Londres; 6 de julio de 1987) es una cantante, compositora y actriz británica conocida por su éxito de 2007 «Foundations», canción incluida en su primer álbum Made of Bricks. En 2008 recibió el Premio Brit a la Mejor Artista Femenina.

## Biografía
Nacida en Londres el 6 de julio de 1987, hija de padre inglés y madre irlandesa. Desde pequeña comenzó a interesarse por la música, estudiando piano y guitarra en la BRIT School al sur de Londres.
Otra de sus pasiones fue la actuación, lo que la llevó a postular a la escuela de teatro Bristol Old Vic Theatre School, pero fue rechazada. Pocos días después se cayó por unas escaleras y se rompió un pie. Durante su recuperación, debido a su inmovilidad, aprovechó el tiempo para terminar viejas canciones y componer otras tantas nuevas.
Tras tocar en algunos bares locales, comenzó a subir su música a su página personal en Internet, utilizando este medio para darse a conocer al igual que artistas como Arctic Monkeys o Lily Allen. Su importancia mediática alcanzó nuevas fronteras al ser aceptada por Lily Allen como una de sus "amigas" principales en su Myspace; catalogándola como una futura promesa. Desde entonces, sus visitas se multiplicaron.
Tras grabar un EP con una compañía independiente (Moshi Moshi Records), con el tema "Caroline's a Victim" logró sonar con regularidad en MTV2. Este suceso le brindó la oportunidad de ser contratada por la disquera Fiction Records, perteneciente a Polydor Records.
Su segundo sencillo, Foundations, salió al mercado en junio de 2007. Dándose a conocer por primera vez en BBC Radio 1, alcanzó el segundo puesto en esta lista, acelerando el proceso de lanzamiento de su álbum, en agosto de 2007. Ese álbum, Made of Bricks, contenía además de Foundations varias canciones que Nash ya había tocado en giras y conciertos anteriores. A pesar de las críticas negativas por parte de la prensa, el álbum logró buenas ventas, colocándose entre los más vendidos en Reino Unido.

### Influencias
Regina Spektor comenzó siendo la gran influencia de Nash y a la que se añade una larga lista de influencias incluidas en su página de Myspace. Algunas de ellas son London, Bored Teenagers y John Cooper Clarke.

## Carrera musical
'''CAROLINE'VICTIM'''
Kate Nash se daría a conocer por medio de Myspace logrando cierta popularidad al lanzar más tarde el sencillo "Caroline's a Victim", que contaría con un lado B, "Birds", el cual más tarde sería incluido en su álbum debut.

### Made of Bricks
En abril de 2007 firma contrato con la disquera Polydor para lanzar su álbum debut. Más tarde, en junio del mismo año, lanza al mercado su sencillo "Foundations", que rápidamente se convertiría en un éxito en el Reino Unido al alcanzar la posición número 2. Este sencillo de igual manera lograría éxito internacional, y gracias al mismo, tuvo que adelantar el lanzamiento de su primer álbum, "Made of Bricks", que sería puesto a la venta oficialmente el 6 de agosto de 2007, colocándose en la posición número 1 en Reino Unido. De este álbum se desprendió más tarde el sencillo "Mouthwash", que tendría una tibia recepción en Europa. "Pumpkin Soup" sería lanzado como el tercer sencillo del disco y al igual que su antecesor lograría un éxito moderado. "Merry Happy", su cuarto y último sencillo, fallaría en las listas europeas pero tendría cierto éxito en Estados Unidos y Canadá.

### My Best Friend Is You
El segundo álbum de Kate Nash, "My Best Friend Is You", fue lanzado el 16 de abril de 2010 y contó con singles como "Do-Wah-Doo", el cual no logró el éxito de antaño, seguido de "Kiss That Grrrl" y "Later On", intentos fallidos dado que el primero no estuvo en ningún chart, mientras que el segundo sólo tuvo promoción a través de su gira por el Reino Unido. No obstante, tuvieron videos musicales de gran producción que en conjunto superan los cinco millones de visitas en su canal de YouTube. El último sencillo del disco fue "I've Got a Secret", lanzado en vinyl por medio de su página web. "My Best Friend Is You" llevó a Kate Nash a realizar una gira mundial que la llevaría por primera vez a Latinoamérica, con conciertos en México, Argentina y Brasil.

### Death Proof - EP
El 15 de junio de 2012 Kate Nash estrena el video de la canción "Under-Estimate The Girl". Dicha canción fue regalada a sus fanes a través de su sitio web. En noviembre del mismo año, Nash lanzó al mercado su EP "Death Proof" como una muestra de lo que sería su nuevo álbum. De este EP se realizarían dos videos, "Fri-end?" y "Death Proof".

### Girl Talk
Su tercer álbum de estudio, "Girl Talk", fue lanzado el 4 de marzo de 2013. La lista oficial de canciones fue anunciada a través de su cuenta de Instagram. Para promocionar el álbum, Nash realizó una gira a través de Reino Unido y Estados Unidos. Del álbum se han desprendido los sencillos "3 AM", "OMYGOD!", "Fri-End?" y "Sister".

### Have Faith With Kate Nash This Christmas
El 23 de noviembre de 2013 sería lanzado el EP navideño "Have Faith With Kate Nash This Christmas", del cual se desprendería el vídeo "I Hate You This Christmas".

### Agenda - EP
Después de terminar la promoción de "Girl Talk", Kate Nash se tomaría un tiempo para explorar más su faceta como actriz. En agosto de 2016 lanzaría su sencillo "Good Summer" como adelanto de lo que sería su nueva música, y a éste le seguiría el sencillo "My Little Alien", lanzado en noviembre del mismo año. En marzo de 2017 confirmaría que lanzaría un nuevo EP el 21 de abril, el cual lleva por título "Agenda", del cual se desprende el sencillo "Call Me", lanzado el 7 de abril.

### Yesterday Was Forever
Junto al lanzamiento del EP "Agenda", Nash anunció planes para lanzar su cuarto disco de estudio, esta vez financiado por sus fanes a través de Kickstarter, fijándose como meta llegar a los 70 mil dólares, cosa que logró alcanzar y superar, llegando a juntar más de 150 mil dólares. El álbum será lanzado en febrero de 2018. En noviembre de 2017, Nash confirmó a través de su cuenta de Twitter que en realidad lanzaría dos discos en 2018. A principios de febrero Kate lanzó como primer sencillo "Drink About You" y confirmó tanto el nombre como la fecha de lanzamiento de su disco; "Yesterday Was Forever" será lanzado el 30 de marzo

### Otras obras
- «Stitching Leggings»
- «Like Maybe»
- «I Hate Seagulls»
- «Habanera»
- «Fluorescent Adolescent» (cover de la canción de Arctic Monkeys)
- «Don't You Wanna Share The Guilt»
- «I'm Not Gonna Teach Your Boyfriend How to Dance With You» (cover de la canción de The Black Kids)
- «Look What You Done» (Lethal Bizzle y Kate Nash)
- «Me & My Microphone» (Kano y Kate Nash)
- «Biscuit Factory» (Kate y Dockers MC)
- «Men's Needs» (Versión de la canción original de The Cribs para el disco de covers de los NME Awards en 2008; disco distribuido gratuitamente)
- «Seven Nation Army» (cover de la canción de The White Stripes)
- «Little Red»
- «Irreplaceable» (cover de la canción de Beyoncé Knowles)
- «Hey, Asshole» (Watsky con Kate Nash; 2013)

## Discografía

### Álbumes
| Título                | Datos del álbum                                                                                          | UK | IRE |
| --------------------- | --- | -- | --- |
| Made of Bricks        | - Lanzamiento: 6 de agosto de 2007 - Discográfica: Fiction, Polydor - Formatos: CD, descarga digital, LP | 1  | 8   |
| My Best Friend Is You | - Lanzamiento: 19 de abril de 2010 - Discográfica: Fiction, Polydor - Formatos: CD, descarga digital, LP | 8  | 26  |
| Girl Talk             | - Lanzamiento: 4 de marzo de 2013 - Discográfica: Have 10P - Formatos: CD, descarga digital, LP          | 85 | 61  |
| Yesterday Was Forever | - Lanzamiento: 30 de marzo de 2018 - Discográfica: Girl Gang - Formatos: CD, descarga digital, LP        |    |     |

### Sencillos
| Año  | Título                      | Reino Unido | Irlanda | Alemania · | Álbum                 |
| ---- | --------------------------- | ----------- | ------- | ---------- | --------------------- |
| 2007 | «Caroline's a Victim/Birds» | 151         | —       | —          | Sencillo              |
| 2007 | «Foundations»               | 2           | 12      | 37         | Made of Bricks        |
| 2007 | «Mouthwash»                 | 23          | —       | —          | Made of Bricks        |
| 2007 | «Pumpkin Soup»              | 23          | 40      | 83         | Made of Bricks        |
| 2008 | «Merry Happy»               | 1           | —       | —          | Made of Bricks        |
| 2010 | «Do Wah Doo»                | 15          | —       | 36         | My Best Friend Is You |
| 2010 | «Kiss that Grrrl»           | —           | —       | —          | My Best Friend Is You |
| 2010 | «Later On»                  | —           | —       | —          | My Best Friend Is You |
| 2011 | «I've Got a Secret»         | —           | —       | —          | My Best Friend Is You |
| 2013 | «3AM»                       | —           | —       | —          | Girl Talk             |
| 2013 | «OMYGOD!»                   | —           | —       | —          | Girl Talk             |
| 2013 | «Fri-End?»                  | —           | —       | —          | Girl Talk             |
| 2014 | «Sister»                    | —           | —       | —          | Girl Talk             |

## Filmografía

### Cine y televisión
| Año  | Título                     | Papel          |
| ---- | -------------------------- | -------------- |
| 2012 | Greetings from Tim Buckley | Carol          |
| 2013 | Syrup                      | Beth           |
| 2013 | Powder Room                | Michelle       |
| 2014 | The Distortion of Sound    | Ella misma     |
| 2015 | The Devil You Know         | Bridget Bishop |
| 2017 | GLOW                       | Rhonda         |